# 좋은당
좋은당(İyi parti)은 튀르키예의 민족주의, 자유주의, 세속주의 정당이다.
좋은당은 중도적인 정치적 이념을 따르고 특히 국회 제도의 복지와 사법부와 다른 기관의 진실성에 중점을 둔다.
이 당은 2017년 터키의 여당과 야당 모두를 비효과적이라고 비판하는 반 에르도안 동맹에 가입되어 있었으며, 미국식 자유주의로 새로운 터키를 만들려는 계획에 의해 창당되었다.
2018년 선거부터 공화인민당 등과 국민연합이라는 범야권 선거 연합을 맺고 있다.